# Bettadapura, Arsikere
Bettadapura là một làng thuộc tehsil Arsikere, huyện Hassan, bang Karnataka, Ấn Độ.